# All Good Things
All Good Things ist eine US-amerikanische Alternative-Metal-Band aus Los Angeles.

## Geschichte
Die Band gründete sich im Jahre 2013 und bestand ursprünglich aus dem Sänger Dan Murphy, den Gitarristen Andrew Bojanic und Miles Franco, der Bassistin und Keyboarderin Liz Hooper und dem Schlagzeuger Randy Cooke. Alle fünf Musiker sind erfahrene Studiomusiker und arbeiteten dabei für so unterschiedliche Künstler wie Britney Spears oder Smash Mouth zusammen. Die Band schrieb zunächst Musik für Fernsehserien, Sportevents wie der Wrestling-Serie WWE Smackdown oder Videospiele wie Fallout. Insbesondere Gamer wurden so auf die Band aufmerksam und traten mit dem Wunsch an die Band, ihre Musik auch regulär zu veröffentlichen. Über das Label Extreme Music veröffentlichten All Good Things 2012 und 2014 die EPs Battle Rock und Battle Rock 2. Die Band wechselte zum Plattenlabel Superpop Co. und veröffentlichten 2016 ihr Debütalbum All Good Songs. Diesem folgte ein Jahr später das zweite Album Machines sowie 2018 die Live-EP Live @ The Whiskey a Go Go. Letztere wurde im Rockclub Whisky a Go Go aufgenommen.
Im Jahre 2019 nahm das Plattenlabel Better Noise Music die Band unter Vertrag. Ebenfalls 2019 verließ Schlagzeuger Randy Cooke die Band und wurde durch Tim Spier ersetzt, der zuvor in der Band von Kyle Gass spielte. Danach begannen All Good Things mit den Arbeiten an ihrem dritten Studioalbum A Hope in Hell, das am 20. August 2021 veröffentlicht wurde. Als Gastmusiker sind bei dem Lied For the Glory Johnny 3 Tears und Charlie Scene von Hollywood Undead, Hyro the Hero bei Do It Now sowie Craig Mabbitt von Escape the Fate bei The Comeback zu hören. For the Glory erreichte Platz eins der Billboard Mainstream Rock Songs. Bei den iHeartRadio Music Awards 2022 wurden All Good Things in der Kategorie Best New Rock Artist nominiert. Der Preis ging jedoch an Mammoth WVH.

## Stil
Marcy Donelson von Allmusic schrieb, das All Good Things „hochenergetische, motivierende Rock-Songs“ schreiben. Laut dem Onlinemagazin laut.de spielt die Band „kraftstrotzenden Alternative Metal mit kämpferischen Texten“. Der Sound wäre „episch angelegt, fett produziert und treibt nach vorne“. Matthias Weckmann vom deutschen Magazin Metal Hammer beschrieb A Hope in Hell als „einen stampfenden, vor Adrenalin strotzenden Modern-Rock-Godzilla, der in den richtigen Momenten seine sensible Seite zeigt“.

## Diskografie
Alben
- 2016: All Good Songs (Superpop Co.)
- 2017: Machines (Superpop Co.)
- 2021: A Hope in Hell (Better Noise Music)

EPs
- 2012: Battle Rock (Extreme Music)
- 2014: Battle Rock 2 (Extreme Music)
- 2018: Live @ The Whiskey a Go Go (Superpop Co.)
- 2023: The Distance (Better Noise Music)

Singles
- 2020: Kingdom
- 2021: For the Glory (feat. Johnny 3 Tears & Charlie Scene)
- 2021: The Comeback (feat. Craig Mabbitt)

Musikvideos
- 2017: Machines
- 2018: Break Through This Wall
- 2018: The Middle
- 2020: Kingdom
- 2021: For the Glory
- 2021: The Comeback

## Nominierungen
| Jahr | Kategorie            | für             | Resultat  |
| ---- | -------------------- | --------------- | --------- |
| 2022 | Best New Rock Artist | All Good Things | Nominiert |